# Emma Chambers Maitland
Emma Chambers Maitland (Virgínia, 1893 - Massachussets, março de 1975), nascida Jane Chambers, foi uma dançarina, professora e pugilista americana.

## Biografia
Jane Chambers nasceu na região de Richmond, Virgínia, filha de Wyatt Chambers e Cora Chambers. Seus pais eram meeiros e ela tinha sete irmãos. Ela foi educada na escola de um convento em Rock Castle, e qualificada como professora. Ela mudou seu primeiro nome quando se mudou para Washington, D.C. ainda jovem.
Emma Maitland casou-se com um estudante de medicina da Universidade Howard, Clarence Maitland. Eles tiveram uma filha em 1917. Clarence Maitland morreu de tuberculose um ano após o casamento.

## Carreira
Chambers trabalhou como professora em Virgínia quando jovem. Sendo uma viúva com uma filha pequena para sustentar, Emma se mudou para Paris. Ela dançou no Moulin Rouge, serviu como modelo para artistas, e participou de uma performance de boxe com outra artista americana, Aurelia Wheedlin (também conhecida como Wheeldin). Seu interesse no boxe cresceu e, por causa disto, treinou com o boxeador americano Jack Taylor, participou de competições e fez um tour com Wheedlin pela Europa, se tornando conhecida como a campeã mundial de boxe peso leve. Ela também realizou performances no Canadá, Cuba e México.
Maitland retornou aos Estados Unidos em 1926, onde passou a morar na cidade de Nova York e continuou atuando como "boxeuse". Ela apareceu (muitas vezes junto de Wheedlin) em clubes, no vaudeville e nos palcos de Nova York em peças negras, incluindo Messin 'Around (1929), Change Your Luck (1930), e Fast and Furious (1931). Ela trabalhou como guarda-costas e ensinou dança e ginástica. Quando mais velha, mudou-se para Martha's Vineyard.
Ela morreu no início de 1975, aos 82 anos de idade.

## Legado
Maitland doou seus papéis e lembranças para a Coleção Schomburg na Biblioteca Pública de Nova York, em 1943.  Em 2015, a antiga casa de Maitland em Oak Bluffs tornou-se uma parada na Trilha do Legado Afro-Americano de Martha's Vineyard. Em 2020, ela foi o foco de uma exposição no Museu de Martha's Vineyard.